# Kabinett Blair II
Das Kabinett Blair II wurde im Juni 2001 von Tony Blair kurz nach der Unterhauswahlen 2001 gebildet. Es regierte bis 
Mai 2005.

## Regierungszeit
Bei der Unterhauswahl am 7. Juni 2001 wurde die Labour Party mit 41,3 % der Stimmen ebenfalls stärkste Partei und erhielt 412 der 659 Unterhaussitze. Blair blieb als erster Labour-Ministerpräsident (englisch Prime Minister) zwei volle Legislaturperioden von vier Jahren im Amt. Blair war seit Juli 1994 Vorsitzender der Labour Party und hatte sie neu ausgerichtet („New Labour“).
In Blairs Kabinetten gab es im Laufe von Blairs Amtszeit zahlreiche Umbesetzungen. Innenpolitisch ging Blair nach dem Wahlsieg zunächst die Erfüllung seiner Versprechen bezüglich der öffentlichen Dienstleistungen und weitere Reformen an. Seine Regierung erhöhte die Steuern, um die Ausgaben für Bildung und Gesundheitswesen zu erhöhen. Er bemühte sich um Reformen bei der Struktur der Gesundheitswesen und gab den Krankenhäusern größere finanzielle Autonomie. Nach den Terroranschlägen vom 11. September 2001 stellte sich Blair kompromisslos auf die Seite der USA und half bei der Bildung einer internationalen Koalition zur Intervention in Afghanistan, bei der britische Truppen beteiligt waren. Zum bestimmenden Thema seiner Amtszeit wurde Blairs Unterstützung für die Pläne von US-Präsident Bush zu einem möglichen Angriff auf den Irak unter Diktator Saddam Hussein, wodurch er zur Spaltung der EU in dieser Frage beitrug. Der Krieg war international wie auch im eigenen Land heftig umstritten. Die Popularität der Regierung litt stark unter dem Krieg.

### Kriegskabinett
Wie bereits im Ersten und Zweiten Weltkrieg, sowie im Falkland- und Golfkrieg bildete Blair 2001 ein kleineres Kriegskabinett für die Koordinierung der heißen Phase der Invasion in Afghanistan. 2003 bildete er dies erneut während des Irakkriegs.
| Name                    | Partei | Partei    | Regierungsämter                                                                 | Zeit im Kriegskabinett                      |
| ----------------------- | ------ | --------- | ------------------------------------------------------------------------------- | ------------------------------------------- |
| Tony Blair              |        | Labour    | Premierminister First Lord of the Treasury Minister für den öffentlichen Dienst | Oktober bis Dezember 2001 März bis Mai 2003 |
| John Prescott           |        | Labour    | Stellvertretender Premierminister                                               | Oktober bis Dezember 2001 März bis Mai 2003 |
| Jack Straw              |        | Labour    | Außenminister                                                                   | Oktober bis Dezember 2001 März bis Mai 2003 |
| David Blunkett          |        | Labour    | Innenminister                                                                   | Oktober bis Dezember 2001 März bis Mai 2003 |
| Geoff Hoon              |        | Labour    | Verteidigungsminister                                                           | Oktober bis Dezember 2001 März bis Mai 2003 |
| Gordon Brown            |        | Labour    | Schatzkanzler                                                                   | Oktober bis Dezember 2001 März bis Mai 2003 |
| Clare Short             |        | Labour    | Entwicklungsministerin                                                          | Oktober bis Dezember 2001 März bis Mai 2003 |
| Michael Boyce           |        | Parteilos | Stabschef                                                                       | Oktober bis Dezember 2001 März bis Mai 2003 |
| Alastair Campbell       |        | Labour    | Kommunikationsdirektor                                                          | Oktober bis Dezember 2001 März bis Mai 2003 |
| Robin Cook              |        | Labour    | Leader of the House of Commons                                                  | Oktober bis Dezember 2001                   |
| John Reid               |        | Labour    | Leader of the House of Commons                                                  | März bis Mai 2003                           |
| Eliza Manningham-Buller |        | Parteilos | MI5-Direktorin                                                                  | März bis Mai 2003                           |
| Richard Dearlove        |        | Parteilos | MI6-Direktor                                                                    | März bis Mai 2003                           |

## Regierungsmitglieder
| Zugehörigkeit |  | Labour |

| Amt                                                                              | Bild             | Person              | Partei       | Partei             | Amtszeit           | Amtszeit    |
| -------------------------------------------------------------------------------- | ---------------- | ------------------- | ------------ | ------------------ | ------------------ | ----------- |
| Premierminister Erster Lord des Schatzamtes Minister für den öffentlichen Dienst |                  | Tony Blair          |              | Labour Party       | 8. Juni 2001       | 6. Mai 2005 |
| Stellvertretender Premierminister First Secretary                                |                  | John Prescott       | Labour Party | 8. Juni 2001       | 6. Mai 2005        |             |
| Schatzkanzler Zweiter Lord des Schatzamtes                                       | Gordon Brown     | Gordon Brown        | Labour Party | 8. Juni 2001       | 6. Mai 2005        |             |
| Lordkanzler                                                                      |                  | Derry Irvine        | Labour Party | 8. Juni 2001       | 13. Juni 2003      |             |
| Lordkanzler                                                                      |                  | Charles Falconer    | Labour Party | 13. Juni 2003      | 6. Mai 2005        |             |
| Lordpräsident des Rates                                                          | Robin Cook       | Robin Cook          | Labour Party | 8. Juni 2001       | 18. März 2003      |             |
| Lordpräsident des Rates                                                          | John Reid        | John Reid           | Labour Party | 18. März 2003      | 13. Juni 2003      |             |
| Lordpräsident des Rates                                                          |                  | Gareth Wyn Williams | Labour Party | 13. Juni 2003      | 20. September 2003 |             |
| Lordpräsident des Rates                                                          |                  | Valerie Ann Amos    | Labour Party | 20. September 2003 | 6. Mai 2005        |             |
| Leader of the House of Commons                                                   | Robin Cook       | Robin Cook          | Labour Party | 8. Juni 2001       | 18. März 2003      |             |
| Leader of the House of Commons                                                   | John Reid        | John Reid           | Labour Party | 18. März 2003      | 13. Juni 2003      |             |
| Leader of the House of Commons                                                   | Peter Hain       | Peter Hain          | Labour Party | 13. Juni 2003      | 6. Mai 2005        |             |
| Lordsiegelbewahrer                                                               |                  | Gareth Wyn Williams | Labour Party | 8. Juni 2001       | 20. September 2003 |             |
| Lordsiegelbewahrer                                                               | Peter Hain       | Peter Hain          | Labour Party | 20. September 2003 | 6. Mai 2005        |             |
| Leader of the House of Lords                                                     |                  | Gareth Wyn Williams | Labour Party | 8. Juni 2001       | 20. September 2003 |             |
| Leader of the House of Lords                                                     |                  | Valerie Ann Amos    | Labour Party | 20. September 2003 | 6. Mai 2005        |             |
| Chief Secretary to the Treasury                                                  |                  | Andrew Smith        | Labour Party | 8. Juni 2001       | 29. Mai 2002       |             |
| Chief Secretary to the Treasury                                                  |                  | Paul Boateng        | Labour Party | 29. Mai 2002       | 6. Mai 2005        |             |
| Außenminister                                                                    | Jack Straw       | Jack Straw          | Labour Party | 8. Juni 2001       | 6. Mai 2005        |             |
| Innenminister                                                                    | David Blunkett   | David Blunkett      | Labour Party | 8. Juni 2001       | 16. Dezember 2004  |             |
| Innenminister                                                                    |                  | Charles Clarke      | Labour Party | 2004–2005          | 6. Mai 2005        |             |
| Ministerin für Umwelt, Ernährung und ländliche Angelegenheiten                   | Margaret Beckett | Margaret Beckett    | Labour Party | 8. Juni 2001       | 6. Mai 2005        |             |
| Minister für Verkehr, Kommunalverwaltung und Regionen                            | Stephen Byers    | Stephen Byers       | Labour Party | 8. Juni 2001       | 29. Mai 2002       |             |
| Minister für Verkehr, Kommunalverwaltung und Regionen                            | Alistair Darling | Alistair Darling    | Labour Party | 29. Mai 2002       | 6. Mai 2005        |             |
| Gesundheitsminister                                                              |                  | Alan Milburn        | Labour Party | 8. Juni 2001       | 13. Juni 2003      |             |
| Gesundheitsminister                                                              | John Reid        | John Reid           | Labour Party | 13. Juni 2003      | 6. Mai 2005        |             |
| Verteidigungsminister                                                            |                  | Geoff Hoon          | Labour Party | 8. Juni 2001       | 6. Mai 2005        |             |
| Minister für konstitutionelle Angelegenheiten                                    |                  | Charles Falconer    | Labour Party | 13. Juni 2003      | 6. Mai 2005        |             |
| Minister für Arbeit und Pension                                                  |                  | Alistair Darling    | Labour Party | 8. Juni 2001       | 29. Mai 2002       |             |
| Minister für Arbeit und Pension                                                  |                  | Andrew Smith        | Labour Party | 29. Mai 2002       | 8. September 2004  |             |
| Minister für Arbeit und Pension                                                  |                  | Alan Johnson        | Labour Party | 8. September 2004  | 6. Mai 2005        |             |
| Minister/in für Bildung und Beschäftigung                                        | Estelle Morris   | Estelle Morris      | Labour Party | 8. Juni 2001       | 24. Oktober 2002   |             |
| Minister/in für Bildung und Beschäftigung                                        |                  | Charles Clarke      | Labour Party | 24. Oktober 2002   | 16. Dezember 2004  |             |
| Minister/in für Bildung und Beschäftigung                                        |                  | Ruth Kelly          | Labour Party | 16. Dezember 2004  | 6. Mai 2005        |             |
| Ministerin für Handel und Industrie Präsident/in des Board of Trade              |                  | Patricia Hewitt     | Labour Party | 8. Juni 2001       | 6. Mai 2005        |             |
| Ministerin für Kultur, Medien und Sport                                          |                  | Tessa Jowell        | Labour Party | 8. Juni 2001       | 6. Mai 2005        |             |
| Minister/in für internationale Entwicklung                                       |                  | Clare Short         | Labour Party | 8. Juni 2001       | 12. Mai 2003       |             |
| Minister/in für internationale Entwicklung                                       |                  | Valerie Ann Amos    | Labour Party | 12. Mai 2003       | 20. September 2003 |             |
| Minister/in für internationale Entwicklung                                       |                  | Hilary Benn         | Labour Party | 20. September 2003 | 6. Mai 2005        |             |
| Minister für Nordirland                                                          | John Reid        | John Reid           | Labour Party | 8. Juni 2001       | 24. Oktober 2002   |             |
| Minister für Nordirland                                                          |                  | Paul Murphy         | Labour Party | 24. Oktober 2002   | 6. Mai 2005        |             |
| Minister/in für Schottland                                                       |                  | Helen Liddell       | Labour Party | 8. Juni 2001       | 13. Juni 2003      |             |
| Minister/in für Schottland                                                       |                  | Alistair Darling    | Labour Party | 13. Juni 2003      | 6. Mai 2005        |             |
| Minister für Wales                                                               |                  | Paul Murphy         | Labour Party | 8. Juni 2001       | 24. Oktober 2002   |             |
| Minister für Wales                                                               | Peter Hain       | Peter Hain          | Labour Party | 24. Oktober 2002   | 6. Mai 2005        |             |
| Minister ohne Geschäftsbereich                                                   |                  | Charles Clarke      | Labour Party | 8. Juni 2001       | 24. Oktober 2002   |             |
| Minister ohne Geschäftsbereich                                                   | John Reid        | John Reid           | Labour Party | 24. Oktober 2002   | 4. April 2003      |             |
| Minister ohne Geschäftsbereich                                                   |                  | Ian McCartney       | Labour Party | 4. April 2003      | 6. Mai 2005        |             |
| Weitere Teilnehmende an Kabinettssitzungen                                       |                  |                     |              |                    |                    |             |
| Chief Whip                                                                       |                  | Hilary Armstrong    |              | Labour Party       | 8. Juni 2001       | 6. Mai 2005 |
| Attorney General                                                                 |                  | Peter Goldsmith     | Labour Party | 8. Juni 2001       | 6. Mai 2005        |             |